# آزمایشگاه تحقیقات پزشکی ریچاردز
آزمایشگاه تحقیقات پزشکی ریچاردز (انگلیسی: Richards Medical Research Laboratories) واقع در دانشگاه پنسیلوانیا در فیلادلفیا، پنسیلوانیای ایالات متحده آمریکا است.
در این ساختمان اکثر اجزای معماری که لویی کان قبلاً در ساختمان‌های دیگر به کار برده بود مجدداً مورد استفاده قرار می‌گیرد. تمایز وجدایی کامل میان فضاهای اصلی با فضاهای خدماتی، راه حل‌های ورود نور طبیعی به داخل ساختمان، ترکیب کلی فضای معماری با #تغییرمسیر اسکلت باربر وتأسیسات ساختمان و مهم‌تر از همه، موضوع رابطه بین #تغییرمسیر فرام بنا و مصالح با سیستم‌های ساختمانی، در مجموع، کلیه این موارد آن چنان وضعیتی را در ساختمان به وجود آورده اندکه می‌توان آن رااز جمله آثار برجستهٔ تاریخ معماری معاصربه حساب آورد.
ساختمان در دومرحله طراحی شده‌است. ابتدا آزمایشگاه‌های پزشکی که از یک مجتمع شامل سه برج تشکیل شده و اطراف یک محوطه مرکزی قرار دارد. سپس آزمایشگاه‌های زیست‌شناسی که به آن الحاق شده‌است.
در هسته مرکزی آزمایشگاه‌های پزشکی، برج خدماتی قرار دارد که ساختمان آن با بتون قالب ریزی شده در محل، اجرا شده و از صفحه‌های عمودی به صورت دیوار باربر تشکیل شده که این دیوارها، بالابرها وراه پلهها وخدمات دیگر ساختمان ونیز قفس‌های نگهداری حیوانات آزمایشگاه را احاطه کرده‌است. کلیه این بخش خدماتی، در سه برج مرتفع در هشت طبقه توزیع شده‌است.
در کنار هرکدام از این برجهای بلند، برج کوتاه تری قرار داردکه در درون آن راه‌پلههای اضطراری ولوله‌های تخلیه فاضلاب ولوله‌های تأمین آب مورد نیاز قرار دارد. توزیع عمودی قسمت‌های خدماتی عمومی، عمدتاً در لبه‌های خارجی مجموعه قرار میگیردکه بدین ترتیب از ایجاد هرنوع مزاحمت برای بخش آزمایشگاهها که در وسط قرار دارند جلوگیری می‌شود. در این ساختمان، همچنین از ستون‌هایی بامقطع مثلثی شکل استفاده شده که انگیزه این کار آزاد بودن آنهاست.
در این مجموعه، طراحی معماری و اجزای فنی از طریق یک سیستم سازه‌ای که از چهار قسمت پیش‌ساخته ومتصل به هم تشکیل شده در هم آمیخته و هر برج به‌طور مستقل یکی از قسمت‌های چهارگانه است. کل ساختمان گویای ترکیب این بخش‌های مختلف می‌باشد.
آزمایشگاه زیست‌شناسی به شیوه مشابه قبلی ساخته شده ولی در آن، سازه به سادگی گرایش یافته و برای جلوگیری از انعکاس نور در فضاهای مربوط به فعالیت‌های آزمایشگاه، راه حل متفاوتی اتخاذ شده‌است. در دو طبقه آخر ساختمان، سالن‌های مطالعه پیش‌بینی شده‌است. مصالح ساختمانی عمدتاً از بتون مسلح، آجر و شیشه تشکیل شده‌است.